# Bobrowniki (gmina w województwie kujawsko-pomorskim)
Bobrowniki – gmina miejsko-wiejska w Polsce w województwie kujawsko-pomorskim, w powiecie lipnowskim. W latach 1975–1998 gmina administracyjnie należała do województwa włocławskiego. Siedzibą gminy są Bobrowniki.
30 czerwca 2004 gminę zamieszkiwało 3088 osób. Na przestrzeni 19 lat liczba mieszkańców nieznacznie spadła. Według danych GUS 30 czerwca 2023 gminę zamieszkiwało 3001 osób.
Placówki oświaty i wychowania znajdują się w miejscowościach Bobrowniki (szkoła podstawowa, przedszkole samorządowe, klub dziecięcy) i Rachcin (punkt przedszkolny). Podstawą ochrony przeciwpożarowej w Gminie jest OSP Bobrowniki włączona do KSRG. Druga z jednostek OSP znajduje się w Rachcinie.

## Historia
Za Królestwa Polskiego gmina należała do powiatu lipnowskiego w guberni płockiej. 1 stycznia?/13 stycznia 1870 do gminy przyłączono pozbawione praw miejskich Bobrowniki.
W okresie międzywojennym gmina Bobrowniki należała do powiatu lipnowskiego w woj. warszawskim. 1 kwietnia 1938 roku gminę wraz z całym powiatem lipnowskim przeniesiono do woj. pomorskiego.
Po wojnie gmina weszła w skład terytorialnie zmienionego woj. pomorskiego, przemianowanego 6 lipca 1950 roku na woj. bydgoskie. Według stanu z 1 lipca 1952 roku gmina składała się z 14 gromad: Białebłota, Bobrowniki, Bobrowniki Pole, Bógpomóż Stary, Brzeźno, Dębówiec, Drozdowiec, Gnojno, Komorowo, Oparczyska, Ośmiałowo, Polichnowo, Rybitwy i Żabieniec. Gmina została zniesiona 29 września 1954 roku wraz z reformą wprowadzającą gromady w miejsce gmin.
Gminę Bobrowniki reaktywowano 1 stycznia 1973 w powiecie lipnowskim w województwie bydgoskim w związku z kolejną reformą administracyjną kraju. W jej skład weszło 13 sołectw: Barany, Białe Błota, Bobrowniki Osada, Bobrowniki Pole, Bógpomóż, Brzeźno, Brzustowa, Gnojno, Grabiny, Komorowo, Lisek, Polichnowo i Rybitwy. W ten sposób obszar gminy zmienił się w stosunku do 1954 roku, obejmując sołectwa Barany i Grabin, należące dawniej do gminy Kłokock oraz sołectwa Lisek i Brzustowa, należące dawniej do gminy Szpetal. Nie objęła natomiast sołectw Drozdowiec, Ośmiałowo i Żabieniec, które weszły w skład gminy Lipno (Dębówiec i Oparczyska pozostały w gminie Bobrowniki, lecz bez statusu sołectw).
1 czerwca 1975 roku gmina weszła w skład nowo utworzonego woj. włocławskiego.
15 stycznia 1976 gmina Bobrowniki została zniesiona, a jej tereny przyłączone do gmin:
- Lipno – obszary sołectw: Barany, Brzeźno, Grabiny i Komorowo,
- Szpetal Górny – obszary sołectw: Białe Błota, Bobrowniki Osada, Bobrowniki Pole, Bógpomóż, Brzostowa, Gnojno, Lisek, Polichnowo i Rybitwy (1 września 1979 roku siedzibę gminnych organów władzy i administracji państwowej gminy Szpetal Górny przeniesiono do Fabianek z jednoczesną zmianą nazwy gminy na gmina Fabianki[12]).

1 października 1982 gminę Bobrowniki reaktywowano po raz trzeci z części gminy Fabianki: sołectw Białe Błota, Bobrownickie Pole, Bobrowniki, Bógpomóż, Brzustowa, Gnojno, Polichnowo, Rachcin i Rybitwy oraz wsi Winduga z sołectwa Stary Witoszyn. W porównaniu ze stanem z lat 1973–76 do gminy Bobrowniki powróciło 8 z 9 sołectw włączonych do gminy Szpetal Górny (Fabianki) – Białe Błota, Bobrownickie Pole, Bobrowniki, Bógpomóż, Brzustowa, Gnojno, Polichnowo i Rybitwy; jedynie Lisek pozostał w gminie Fabianki, stanowiąc specyficzną eksklawę, otoczoną całkowicie sołectwami gmin Lipno i Bobrowniki. Zrekompensowano to dodaniem do gminy Bobrowniki sołectwa Rachcin i wsi Winduga (z sołectwa Stary Witoszyn) z gminy Fabianki, które dotąd do gminy Bobrowniki nigdy nie należały. Żadne z czterech sołectw, włączonych w 1976 roku do gminy Lipno (Barany, Brzeźno, Grabiny i Komorowo) nie powróciło w 1982 roku do gminy Bobrowniki.
W 1999 roku gmina Bobrowniki powróciła do reaktywowanego powiatu lipnowskiego w nowo utworzonym województwie kujawsko-pomorskim.
26 stycznia 2023, podczas LIV sesji, Rada Gminy Bobrowniki podjęła uchwałę o przeprowadzeniu w dniach 20–26 lutego 2023 konsultacji społecznych z mieszkańcami gminy w sprawie przywrócenia Bobrownikom utraconych w 1870 roku ukazem carskim praw miejskich. Termin konsultacji: od 20 do 24 lutego 2023. W konsultacjach udział wzięło 393 spośród uprawnionych 2463 mieszkańców gminy (frekwencja 16%). Oddano 291 głosów popierających (74% oddanych głosów), 84 głosy przeciwne (21,4%), a 15 osób się wstrzymało (3,8%). W miejscowości Bobrowniki w konsultacjach uczestniczyło 187 spośród 915 uprawnionych do głosowania (frekwencja 20,4%). Głosów popierających oddano 133 (71,1%), przeciw były 42 osoby, a 9 wstrzymało się. Podczas LVIII sesji 23 marca 2023 Rada Gminy Bobrowniki podjęła uchwałę w sprawie wystąpienia z wnioskiem o nadanie statusu miasta miejscowości Bobrowniki.

## Struktura powierzchni
Według danych z roku 2002 gmina Bobrowniki ma obszar 95,55 km², w tym:
- użytki rolne: 43%
- użytki leśne: 46%

Gmina stanowi 9,41% powierzchni powiatu.

## Demografia
Dane z 30 czerwca 2004:
| Opis                              | Ogółem | Ogółem | Kobiety | Kobiety | Mężczyźni | Mężczyźni |
| --------------------------------- | ------ | ------ | ------- | ------- | --------- | --------- |
| jednostka                         | osób   | %      | osób    | %       | osób      | %         |
| populacja                         | 3088   | 100    | 1531    | 49,6    | 1557      | 50,4      |
| gęstość zaludnienia (mieszk./km²) | 32,3   | 32,3   | 16      | 16      | 16,3      | 16,3      |

- Piramida wieku mieszkańców gminy Bobrowniki w 2014 r.[21]

## Zabytki
Wykaz zarejestrowanych zabytków nieruchomych na terenie gminy:
- zespół kościelny parafii pod wezwaniem św. Anny w Bobrownikach, obejmujący: kościół z 1787 roku; kostnicę; cmentarz przykościelny; ogrodzenie z bramą, nr A/725 z 15.11.1982 roku
- cmentarz parafialny z przełomu XIX/XX w. w Bobrownikach, nr 291/A z 01.06.1982 roku
- ruiny zamku z przełomu XIV/XV w. w Bobrownikach, nr 47/382 z 16.10.1957 roku
- budynek bednarza, stróża i straży wojskowej magazynu solnego w Bobrownikach z 1838 r. (murowany) nr A/1675
- zespół dworski w Okrągła: dwór (ok. 1920 r., przebudowany w latach 70. XX w.) i park (pocz. XX w.)- pozostałość majątku w Okrągłej. Wpisany do Rejestru Zabytków pod numerem 325/A z 5.11.1993
- nieczynny cmentarz ewangelicki z połowy XIX w. w miejscowości Stary Bógpomóż, nr 352/A z 17.11.1994 roku.

Ponadto w gminnej ewidencji zabytków (objęte ochroną konserwatorską) są: kancelaria magazynu solnego z ok. 1835 r. (mur.) w Bobrownikach (obecnie stary budynek Urzędu Gminy), nieczynna kaplica ewangelicka (mur.) w Gnojnie z 1930 r., szkoła powszechna w Rachcinie (mur.) z 1926 r., szkoła powszechna w Bobrownikach (mur.) z 1929 r., dwa obiekty murowane z 1930 r. w Starych Rybitwach (szkoła i kaplica ewangelicka, nieczynne).
Poza rejestrem zabytków pozostają obiekty lub nieruchomości w miejscowościach:
- Białe Błota (nieczynny cmentarz ewangelicki założony w XIX w.),
- Bobrowniki (co najmniej 6 drewnianych domów z XIX w., murowany dom z końca XIX w.),
- Gnojno (dom drewniany z 2 ćw. XIX w., nieczynny cmentarz ewangelicki),
- Miszek (Dom Tubera z końca XVIII w.),
- Polichnowo (dom drewniany z ok. 1840 r.),
- Rachcin (drewniany Dom Uciekiniera z 1865 r., gliniany dom z ok. 1900 r.),
- Stare Rybitwy (nieczynny cmentarz ewangelicki),
- Stary Bógpomóż (drewniane domy Olendrów z pierwszej ćwierci XIX w.).

## Sołectwa
Białe Błota, Bobrownickie Pole, Bobrowniki, Brzustowa, Gnojno, Polichnowo, Rachcin, Stare Rybitwy, Stary Bógpomóż.

## Pozostałe miejscowości
Dębowiec, Nowy Bógpomóż, Oparczyska, Piaski, Stara Rzeczna, Miszek, Winduga.
Najstarsze miejscowości:
1. Rachcin wzmiankowany w 1236 roku (fakt powyższy zgodnie potwierdzają historycy: M.S. Szacherska, J. Bieniak, J. Święch, ks. J. Nowacki i inni),
2. Stare Rybitwy lokowane na prawie niemieckim w latach 70. XIII w. (J. Święch, E. Kwiatkowska, Masłowski),
3. Bobrowniki (najstarsza wzmianka o wsi pochodzi z 1321 r.).

## Sąsiednie gminy
Czernikowo, Fabianki, Lipno, Lubanie, Nieszawa, Waganiec, Włocławek (miasto)